# Robber baron
Negli Stati Uniti dell'Ottocento, il termine robber baron (in inglese: barone-rapinatore, o barone ladrone) designava quella tipologia di imprenditori e banchieri che ammassavano grandi quantità di denaro, costruendosi delle enormi fortune personali, di solito con pratiche senza scrupoli e attraverso forme di concorrenza sleale. 
Il termine è divenuto di uso comune in area anglofona dove viene impiegato, con uno slittamento semantico, per riferirsi alla stessa categoria di persone che mettono in pratica dei metodi imprenditoriali non trasparenti per ottenere potere e ricchezza.

## Origine del termine
Robber baron è il frutto di un calco linguistico dal tedesco Raubritter, denominazione con cui si indicava una categoria interpretativa della storia, riconosciuta ormai come inadeguata e obsoleta, di presunti signori del medioevo tedesco, che avrebbero preteso illegali ed esorbitanti pedaggi dalle navi che attraversavano il Reno. 
Gli studiosi non sono concordi sull'origine e sull'uso del termine inglese. È stato reso popolare da un libro di Matthew Josephson durante la Grande depressione, nel 1934. Il giornalista attribuì la reintroduzione del termine a un pamphlet del 1880 contro il monopolio, in cui i contadini del Kansas designavano così i magnati delle ferrovie.

## Lista degli imprenditori classificati come "robber baron"
Le persone elencate di seguito sono state classificate come "robber barons" nell'omonima opera di Matthew Josephson, o nella fonte citata accanto al nome:
- John Jacob Astor I (beni immobili, pellicce) – New York
- Andrew Carnegie (acciaio) – Pittsburgh e New York
- William A. Clark (rame) – Butte, Montana
- Jay Cooke (finanza) – Philadelphia
- Charles Crocker (ferrovie) – California
- Daniel Drew (finanza) – New York
- James Buchanan Duke (tabacco) – Durham, North Carolina
- Marshall Field (vendita al dettaglio) – Chicago
- James Fisk (finanza) – New York
- Henry Morrison Flagler (ferrovie, petrolio) – New York e Florida
- Henry Clay Frick (acciaio) – Pittsburgh e New York
- John Warne Gates (filo spinato, petrolio) – Texas
- Jay Gould (ferrovie) – New York
- Edward Henry Harriman (ferrovie) – New York
- Charles T. Hinde (ferrovie, trasporti marittimi, spedizioni, alberghi) - Illinois, Missouri, Kentucky, California
- Mark Hopkins (ferrovie) – California
- Collis Potter Huntington (ferrovie) - California
- Andrew W. Mellon (finanza, petrolio) - Pittsburgh
- J. P. Morgan (finanza, consolidazione industriale) – New York
- John Cleveland Osgood (miniere di carbone, ferro) - Colorado
- Henry B. Plant (ferrovie) – Florida
- John D. Rockefeller (petrolio) – Cleveland, New York
- Charles M. Schwab (acciaio) – Pittsburgh e New York
- Joseph Seligman (banche) – New York
- John D. Spreckels (trasporti marittimi, ferrovie, zucchero) – California
- Leland Stanford (ferrovie) - California
- Cornelius Vanderbilt (trasporti marittimi, ferrovie) – New York
- Charles Tyson Yerkes (ferrovie) – Chicago